# ヒメツバメウオ科
ヒメツバメウオ科（学名：Monodactylidae）は、スズキ目スズキ亜目に所属する魚類の分類群（科）の一つ。ヒメツバメウオなど、主に沿岸から汽水域にかけて生息する底生魚を中心に、2属6種が含まれる。科名（模式属名）の由来は、ギリシア語の「monos（単一の）」と「daktylos（指）」から。

## 分布・生態
ヒメツバメウオ科は西部太平洋からインド洋、アフリカ大陸西部にかけての温暖な海に分布する。2属6種からなる小さなグループで、日本では南西諸島の沿岸にヒメツバメウオ属の1種（ヒメツバメウオ Monodactylus argenteus）が生息するのみである。Schuettea 属の2種は、オーストラリア南東部の沿岸および汽水域に固有である。
ヒメツバメウオ類は主に沿岸の浅い海で生活するが、河口などの汽水域にも進出し、しばしば大きな群れを形成する。さらにヒメツバメウオ属の仲間は、ときおり河川を遡上して、純粋な淡水域で生息することが知られている。食性は肉食性で、小魚や無脊椎動物を捕食する。
本科魚類は観賞魚としても利用される。淡水・海水のいずれにも適応できる飼育の容易さから、水族館だけでなく個人のアクアリウム用としても人気がある。

## 形態
著しく側扁した、左右に平べったい体型をもつ。体色は銀色を基調とし、最大で全長30cmほどに成長する。体高は高く、一部の種では体長を上回る。
背鰭は1つで、基底は長く鱗に覆われ、5-8本の短い棘条をもつ。臀鰭の基底も長く、棘条は3本。背鰭と臀鰭は体の後半で向かい合うように位置し、軟条部はほぼ上下対称に伸長する。
ヒメツバメウオ属は稚魚の時点では腹鰭をもつが、成魚では消失あるいは痕跡的となる。一方、Schuettea 属は成魚も腹鰭をもつ。ヒメツバメウオ属の鱗は櫛鱗であることが多いが、Schuettea 属は円鱗であり、また後者は外翼状骨および内翼状骨の歯を欠くなど、両属には形態学的な相違点が多い。このため、Schuettea 属を独立の科として扱う見解もあるが、現在は暫定的にこの位置に置かれている。

## 分類

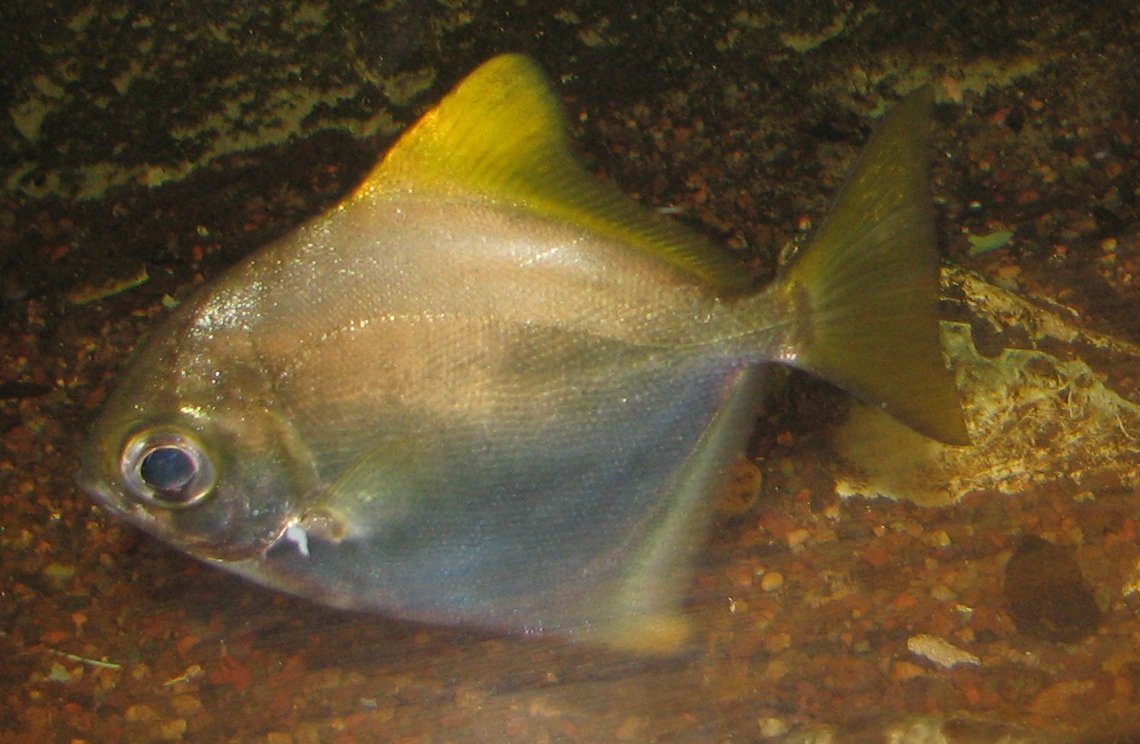
ヒメツバメウオ（Monodactylus argenteus）。日本に分布する本科魚類としては唯一の種。未成魚は頭部に2本の黒い横縞をもつ

ヒメツバメウオ科にはNelson（2016）の体系において2属6種が認められている。
- ヒメツバメウオ属 Monodactylus
  - ヒメツバメウオ Monodactylus argenteus
  - Monodactylus falciformis
  - Monodactylus kottelati
  - Monodactylus sebae
- Schuettea 属
  - Schuettea scalaripinnis
  - Schuettea woodwardi